# Radimlja

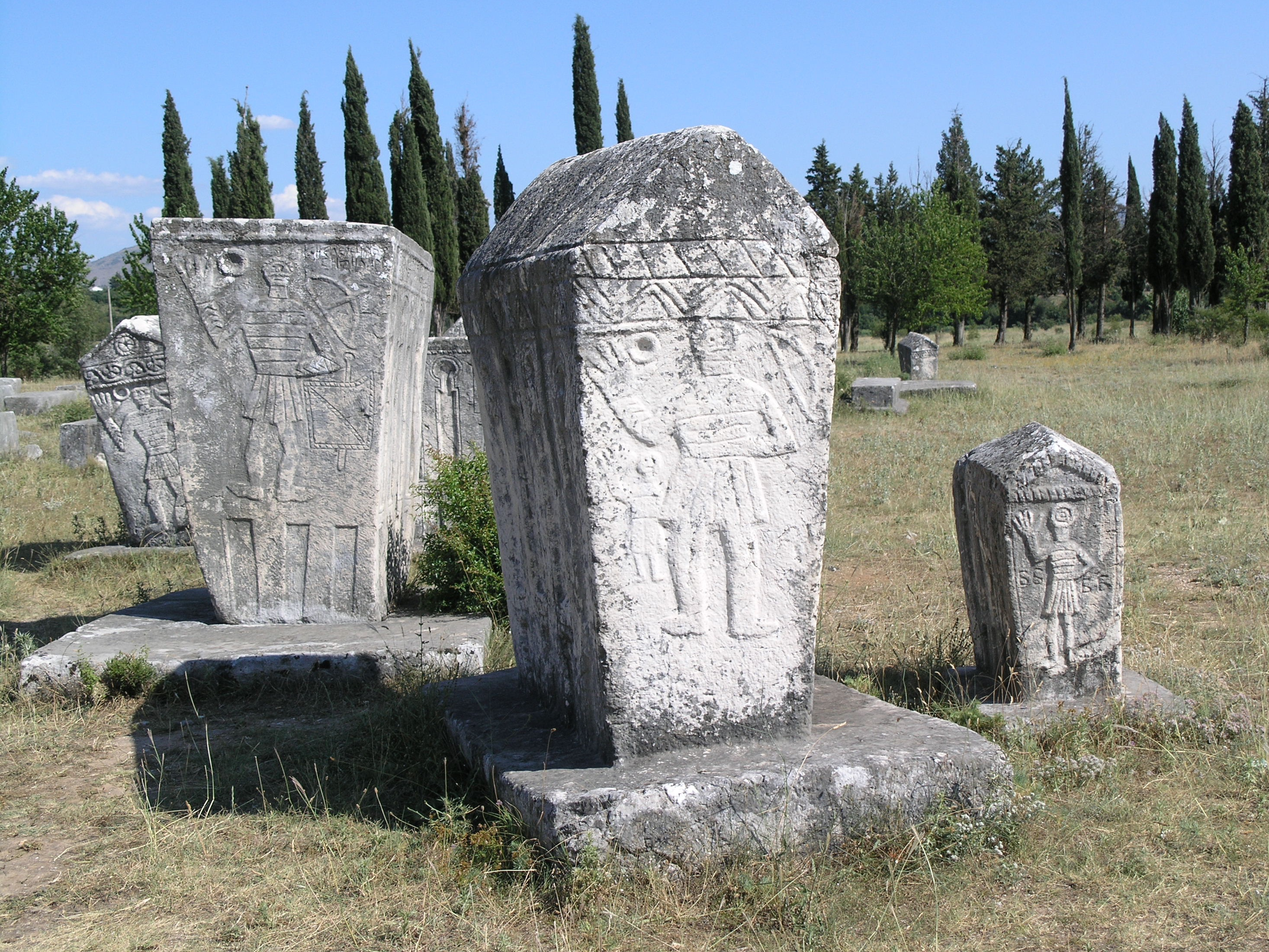
Necropoli di Radimlja

Radimlja è una necropoli di stećak situata vicino a Stolac, in Bosnia ed Erzegovina. Si trova nel Vidovo polje, 3 km a ovest di Stolac, sulla strada che collega questa località con Čapljina. La necropoli di Radimlja è uno dei monumenti più preziosi del periodo medievale in Bosnia ed Erzegovina.

## Storia
La maggior parte delle sue lapidi stećak risalgono al periodo che va dal 1480 fino alla fine del XVI secolo, come dimostra l'epitaffio su una delle lapidi. Questo era il periodo in cui la famiglia Miloradović-Stjepanović discendente della stirpe Hrabren viveva nell'insediamento situato sulla collina vicino Ošanići. All'epoca il luogo era conosciuto come Batnoge e la creazione della necropoli coincide con l'ascesa di questa nobile famiglia.
La famiglia Miloradović-Stjepanović era di fede ortodossa. Il fondatore fu Milorad, che come capo dei Valacchi (organizzazione di allevatori e guerrieri) visse nella seconda metà del XIV secolo. Nel 1416 viene menzionato suo figlio Stipan, chiamato in appello da Ragusa per aver combattuto insieme a Petar Pavlović contro Sandalj Hranić e gli ottomani. Aveva tre figli: Petar Stjepanović fu menzionato per la prima volta nel 1473 e l'ultima volta nel 1486. Radoja Stjepanović morì tra il 1475 e il 1477. Vukić Stjepanović fu menzionato per l'ultima volta nel 1496.
Erano intitolati come voivodi e knezi, comandavano l'istituzione militare valacca e detenevano la terra tra Stolac e Mostar. Successivamente si sono integrati con successo nel sistema politico e sociale ottomano. La formazione katun di Petar e Vukić Hrabren faceva parte del gruppo valacco Donji Vlasi (Valacchi inferiori) del nahiye di Blagaj e il loro katun era il più grande con 127 case e 16 persone non sposate su 37 katun, 1383 case e 177 persone non sposate. All'epoca Petar Stjepanovič-Hrabren con gli knezi Vukac, Pavko, Stipan e Radivoj Popratović era incluso nell'ordine dei cittadini ragucani, così come il timariota ottomano. Nel 1505, quando il voivoda Radosav Hrabren fu sepolto, l'espansione della necropoli iniziò a declinare a causa dell'accettazione dell'Islam, della disintegrazione dell'organizzazione tribale e degli eventi sociali. I Miloradovići o Hrabreni divennero in seguito una famosa famiglia nobile nell'impero russo, tra il XV e il XIX secolo.

## Caratteristiche
La necropoli comprende 133 stećci. Quando la strada Čapljina-Stolac fu costruita durante il periodo austro-ungarico nel 1882, attraversò la necropoli e distrusse almeno 15-20 lapidi. Sono presenti nove tipi di stećci: 36 lastre, 1 lastra con piedistallo, 27 cassapanche, 24 cassapanche con piedistallo, 4 cassapanche alte, 5 cassapanche alte con piedistallo, 2 sarcofagi (cioè cresta/timpano), 31 sarcofagi con piedistallo e 3 cruciformi.
Il nucleo della necropoli fu costruito alla fine del XIV secolo, quando furono realizzati tre grandi scrigni, di cui due riccamente decorati con motivi in bassorilievo. La fase successiva comprendeva semplici casse (sanduk) e creste (sljemenaci) con croci di fiori sul davanti e bordi di foglie d'acanto. L'ultima fase con circa 20 stećci separati di alta qualità e forme diverse indica che il sito era il cimitero della famiglia Miloradović-Stjepanović, attestato in epitaffi su cinque lapidi.
A causa di diversi tumuli illirici vicino alla necropoli, sembra che il luogo fosse utilizzato fin da tempi remoti come luogo di riposo per i morti, e la popolazione di Batnoge ha continuato questa antica tradizione. Gli scavi degli anni '60 hanno rivelato nove tombe a una profondità di 120–135 cm, mostrando che fino a 50 esemplari sono stati distrutti. L'analisi dei corpi ha mostrato che le persone erano alte con torace ben sviluppato.

## Decorazione
Quasi la metà delle pietre tombali (63) era decorata, in bassorilievo, incisione o con una combinazione di queste tecniche. I migliori esempi decorati sono alti bauli con piedistallo e sarcofago con piedistallo, preservati per i membri delle più alte classi sociali.
Gli ornamenti includono linee curve con trifoglio, zigzag plastici, cerchi radiali, rosette, raffigurazioni di cerchi plastici, grappoli, aste a forma di lettera T, curve a spirale. La raffigurazione di freccia e arco sugli stećci "voivode" era collegata alla funzione militare di Miloradović-Stjepanović.
Le rappresentazioni figurative possono essere divise in quelle di figure maschili con la mano destra alzata (sui cosiddetti stećci voivode di Miloradović-Stjepanović, o stećci che simboleggiano Vito), e scene di caccia, kolo postumo e tornei cavallereschi con intrecci artistici e religiosi essenziali di idee pagane e cristiane.
Le iscrizioni menzionano Stipan Miloradović, i suoi figli Radoja e Petar, altri tre abitanti di Batnoge e tre scalpellini: Miogost, Volašin Vogačić, Ratko Brativo(n)ić.
Gli stećci sono fatti di pietra calcarea tagliata dalla collina di Ošanići, rifilati e poi trasferiti nella necropoli per i lavori finali e gli ornamenti.

## Iscrizioni
I: A se kami na Vukcu na Pet[r]oviču. A se pisa Bolašin Bogačić.
II: A Vlač Vlahov[i]č, [a sječe k]ami Ratko Brativo[n]ič/Brativo[jev]ič.
III: Az rab b[o]ži Radoje Vuković, sinovac vojevode Petra.
IV: Sije leži dobri Radoje, sin vojevode Stipana, n[a] svoj baštini na Batnogah. Si bilig postavi na me brat moj vojevoda Petar.
V: A se leži Stjepan. A činio ka[mi] Miogost kovač.

## Galleria d'immagini

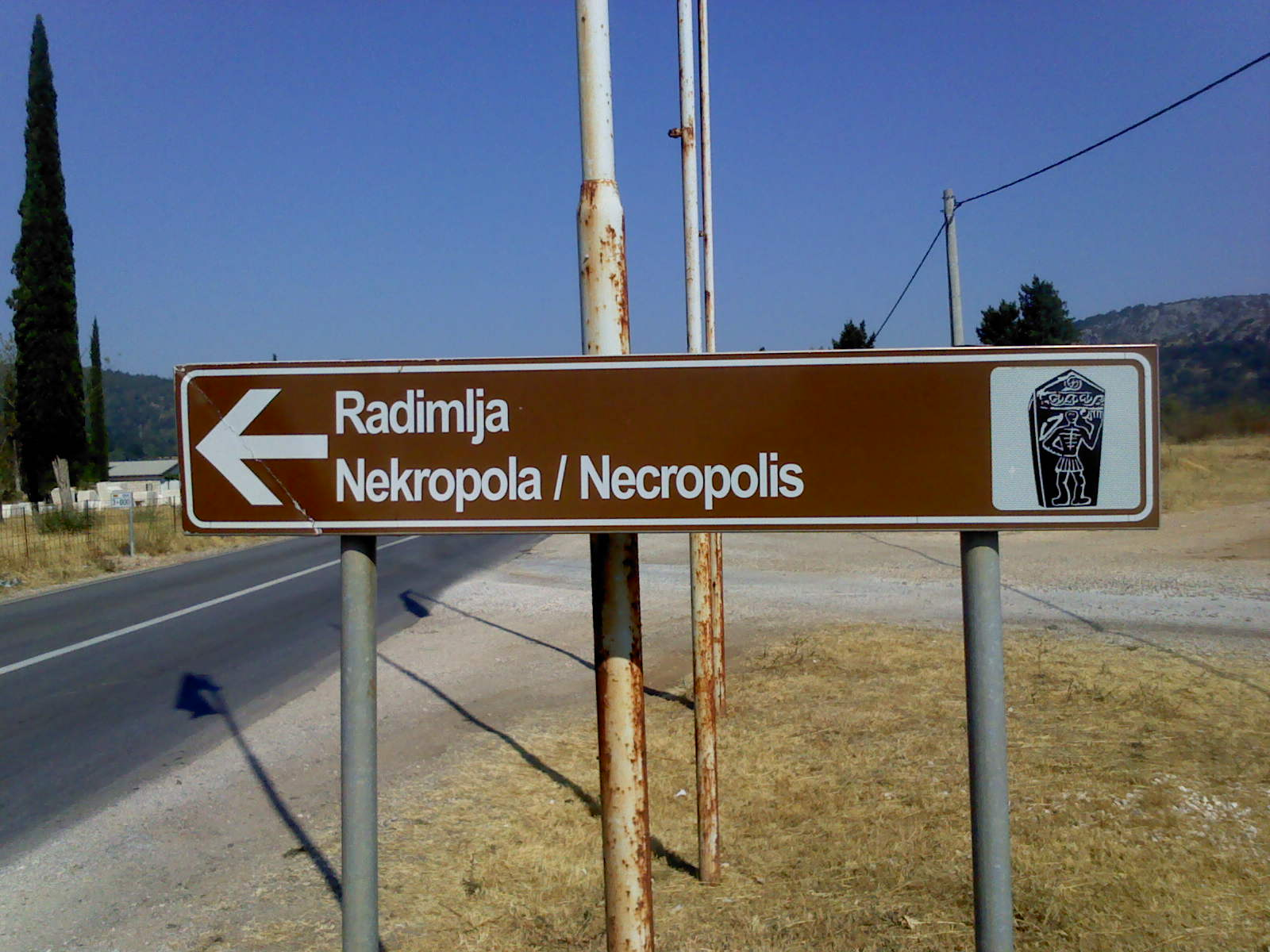
Cartello all'ingresso dell'area archeologica di Radimlja
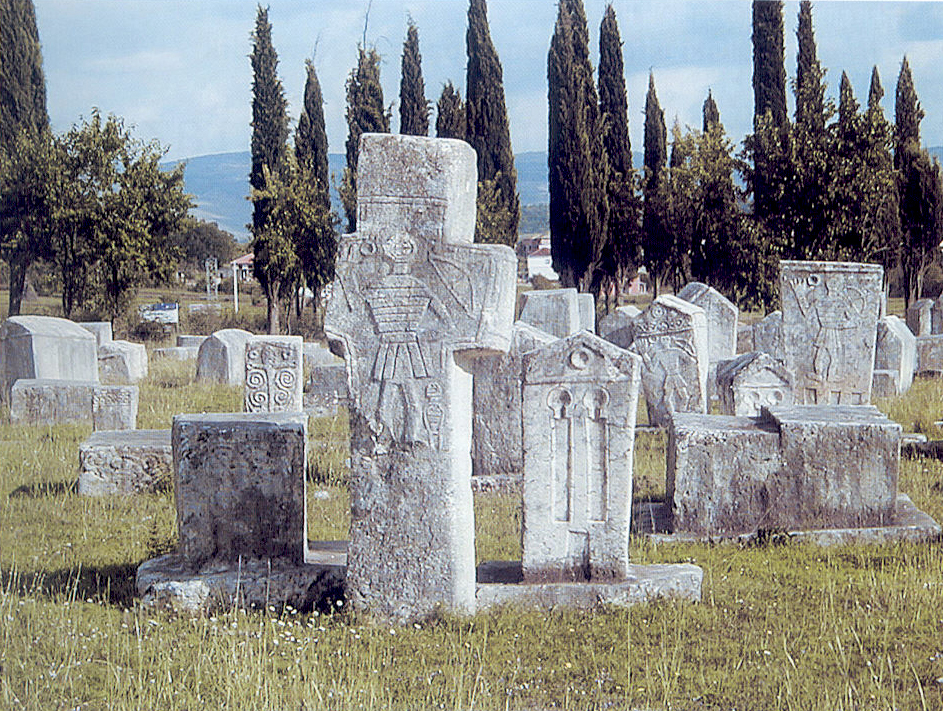
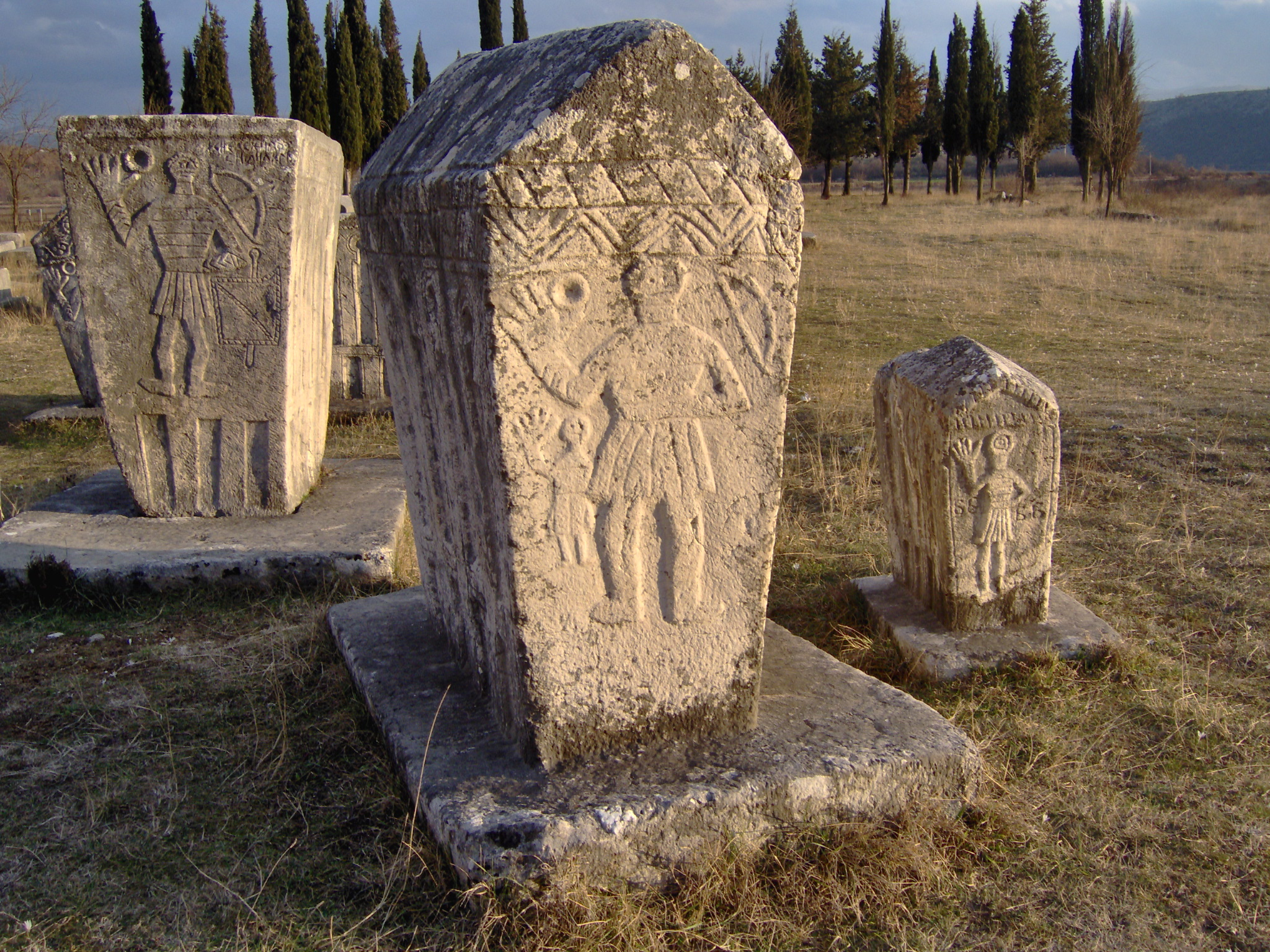
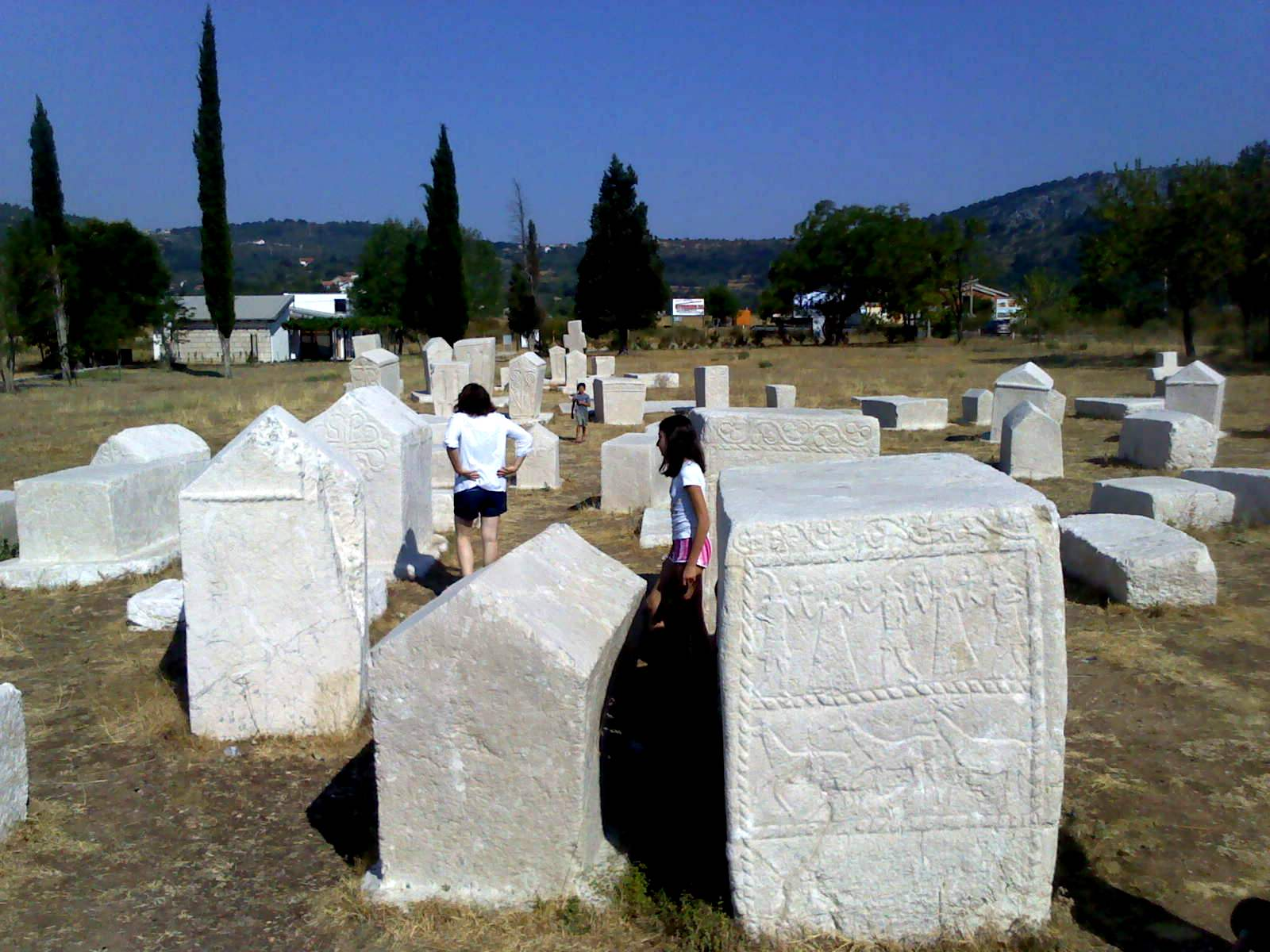
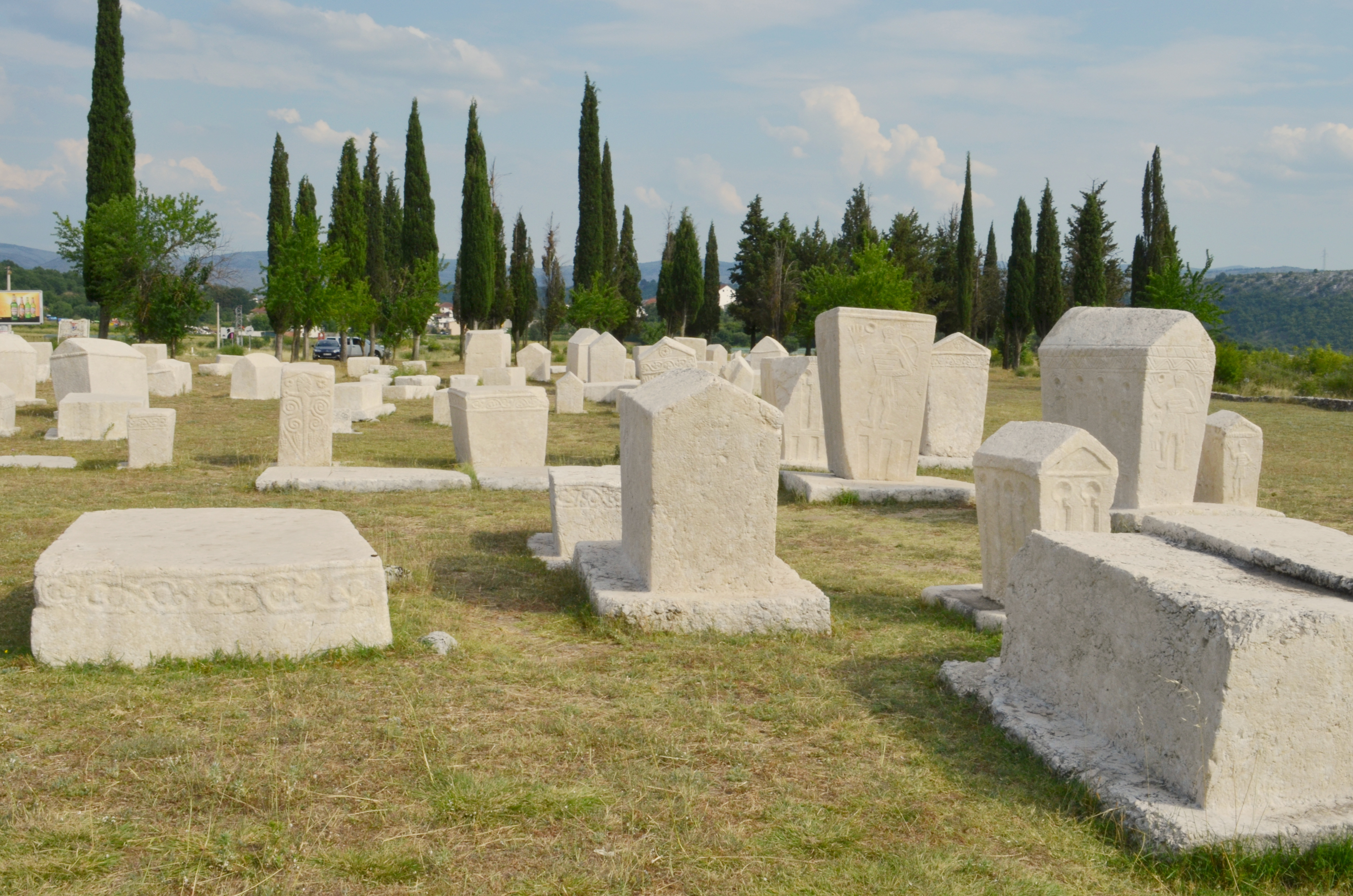
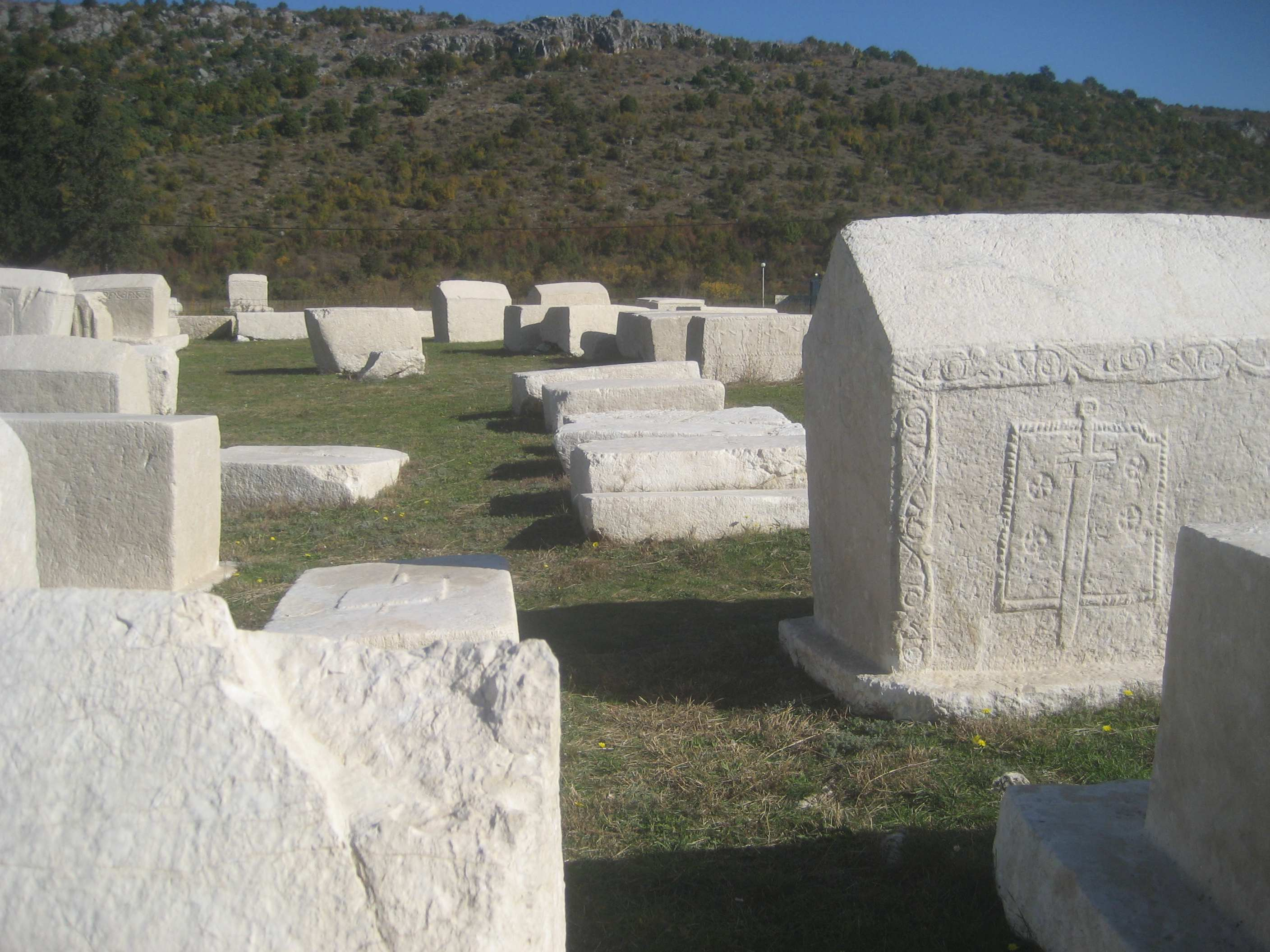
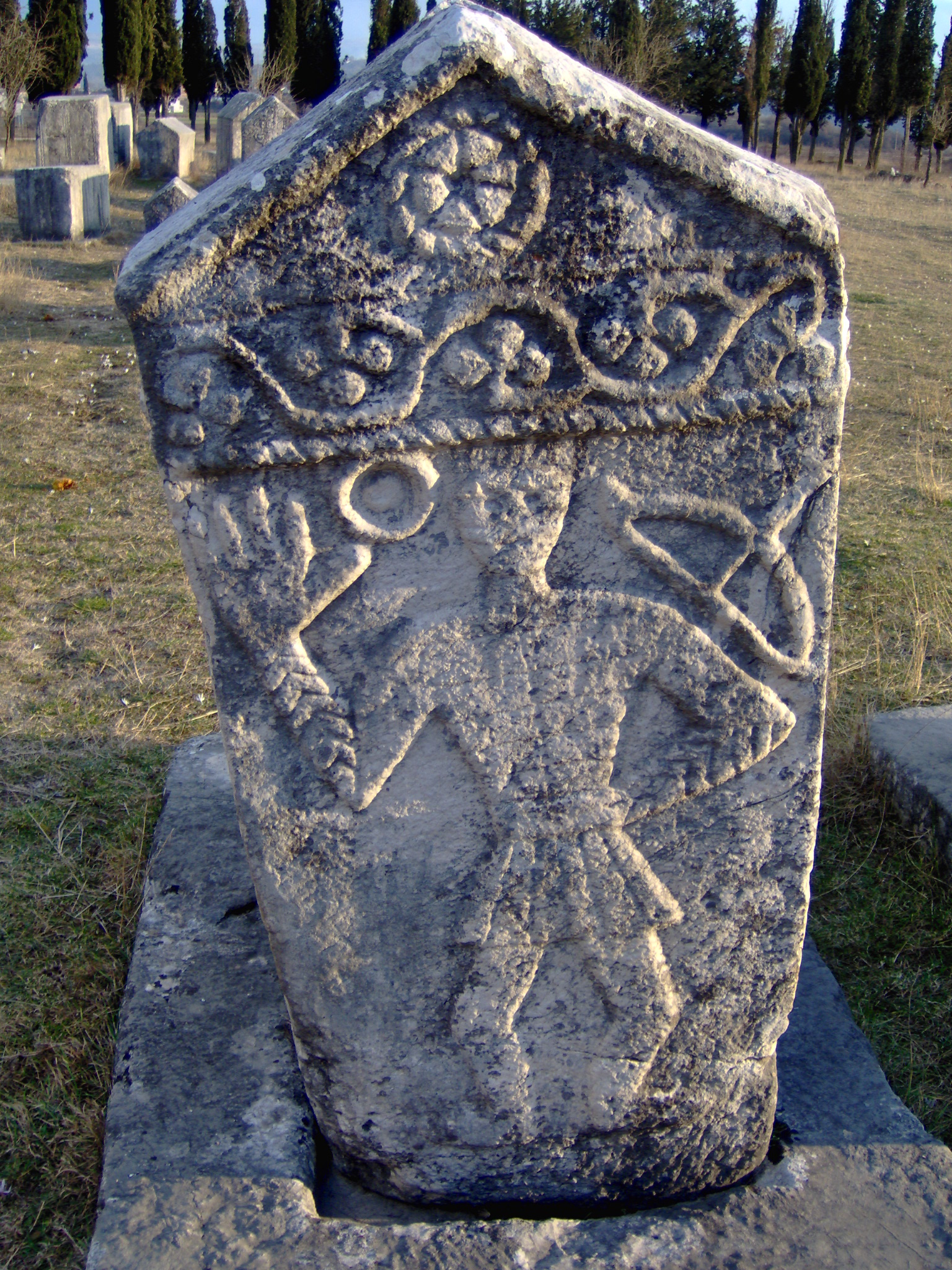
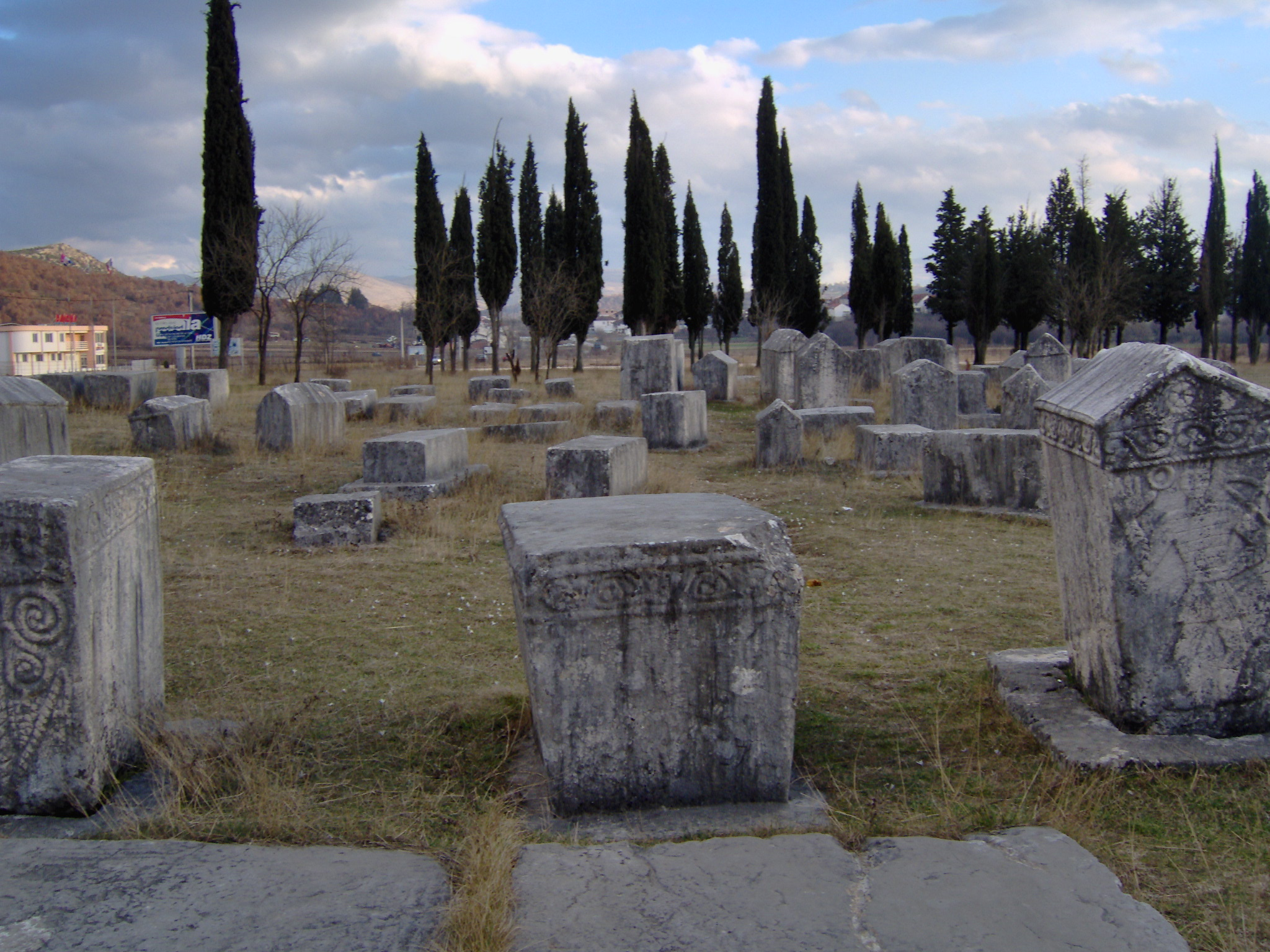